# Erik Furuhjelm
Erik Gustaf Furuhjelm, né le 6 juillet 1883 à Helsinki et mort le  13 juin 1964 dans cette même ville, est un compositeur, violoniste et écrivain finlandais,.

## Biographie
Les parents d'Erik Furuhjelm étaient le secrétaire du protocole du Sénat Elis Furuhjelm et Selma Gabriela Antell. 
Il est le frère de Ragnar Furuhjelm (fi).
Erik Furuhjelm entre au lycée en 1901, étudie à l'école d'orchestre de la Société Philharmonique à partir de 1893, à l'Académie Sibelius 1901-1906, à l'Université d'Helsinki 1901-1902, et à Vienne et Munich 1906-1907 et à Paris 1908-1909.
Erik Furuhjelm est directeur par intérim de l'Académie Sibelius. professeur 1905-1906, professeur 1907-1935 et directeur adjoint 1920-1935. 
Erik Furuhjelm a donné plusieurs concerts, a été chef de chœur, a joué de l'alto dans les concerts de la orchestre philharmonique d'Helsinki en 1904-1905 et dans des représentations d'opéra dirigées par Armas Järnefelt. 
Il fonde la Finsk Musikrevy (fi) en 1904 et travaille comme critique musical au Dagens Tidning (fi) 1912-1914 et au Dagens Press (fi) 1915-1920.

## Prix et reconnaissance
- Pension d'État de compositeur (1921)
- Prix Tollander (1917)
- Médaille Pro Finlandia (1956)[4].

## Œuvres

### Compositions et arrangements
- Klockringning sekakuorolle ja pianolle, 1903
- Pianokvintetto c-molli, 1906
- Romanttinen alkusoitto, 1911
- Sinfonia nro 1 D-duuri, 1911
- Viisi kuvaa orkesterille (alkuaan Exotica), 1925
- Sinfonia nro 2 es-molli, 1927
- Jousikvartetto, 1956
- Kansansävelmien sovituksia

### Livres
- (sv) Jean Sibelius: Hans tondiktning och drag ur hans liv, Schildt, 1916
- (fi) Jean Sibelius: Hänen sävelrunoutensa ja piirteitä hänen elämästään.  (trad. Leevi Madetoja), WSOY, 1916